# Theridion aporum
Theridion aporum là một loài nhện trong họ Theridiidae.
Loài này thuộc chi Theridion. Theridion aporum được Herbert Walter Levi miêu tả năm 1963.